# Dennstaedtia globulifera
Dennstaedtia globulifera là một loài thực vật có mạch trong họ Dennstaedtiaceae. Loài này được (Poir.) Hieron. miêu tả khoa học đầu tiên năm 1904.